# HQ Волка
HQ Волка (лат. HQ Lupi), HD 137193 — двойная звезда в созвездии Волка на расстоянии приблизительно 886 световых лет (около 272 парсеков) от Солнца. Видимая звёздная величина звезды — от +7,38m до +7,37m.

## Характеристики
Первый компонент — белая вращающаяся переменная звезда типа Альфы² Гончих Псов (ACV) спектрального класса ApSi, или B9pSi, или A0. Масса — около 3,575 солнечных, радиус — около 3,024 солнечных, светимость — около 81,283 солнечных. Эффективная температура — около 10641 K.
Второй компонент — коричневый карлик. Масса — около 13,79 юпитерианских. Удалён на 2,287 а.е..